# Благодатное (Генический район)
Благода́тное (укр. Благодатне) — село в Ивановской поселковой общине Генического района Херсонской области Украины.
Население по переписи 2001 года составляло 907 человек. Занимает площадь 81,535 км². Почтовый индекс — 75440. Телефонный код — 5531.

## Местный совет
75440, Херсонская область, Генический р-н, с. Благодатное, ул. Кирова, 30

## Галерея

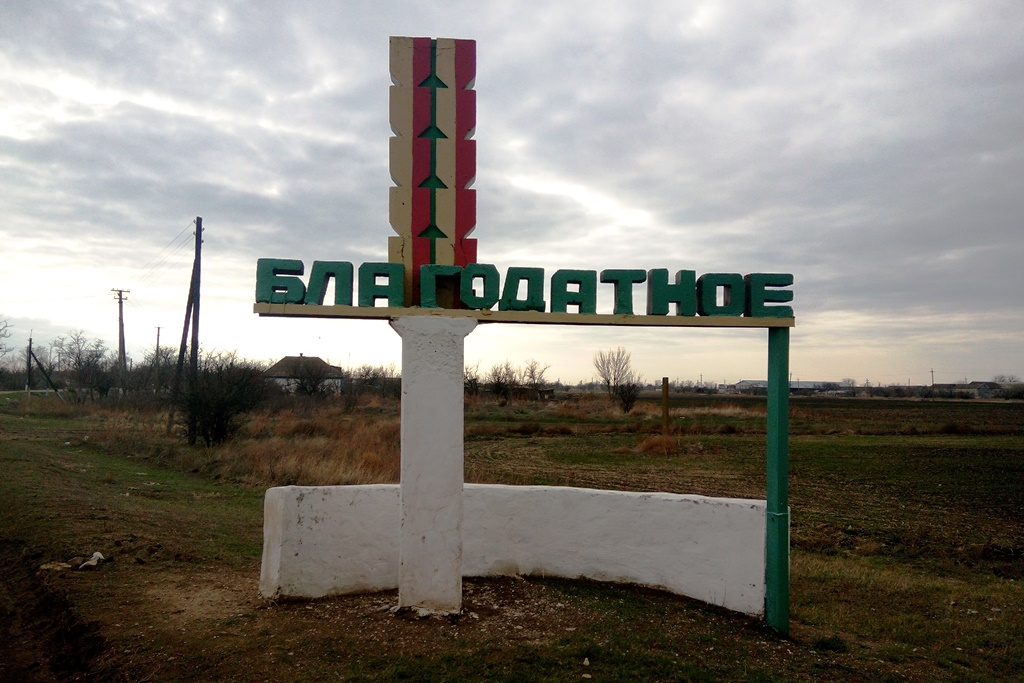
Стела на въезде в село
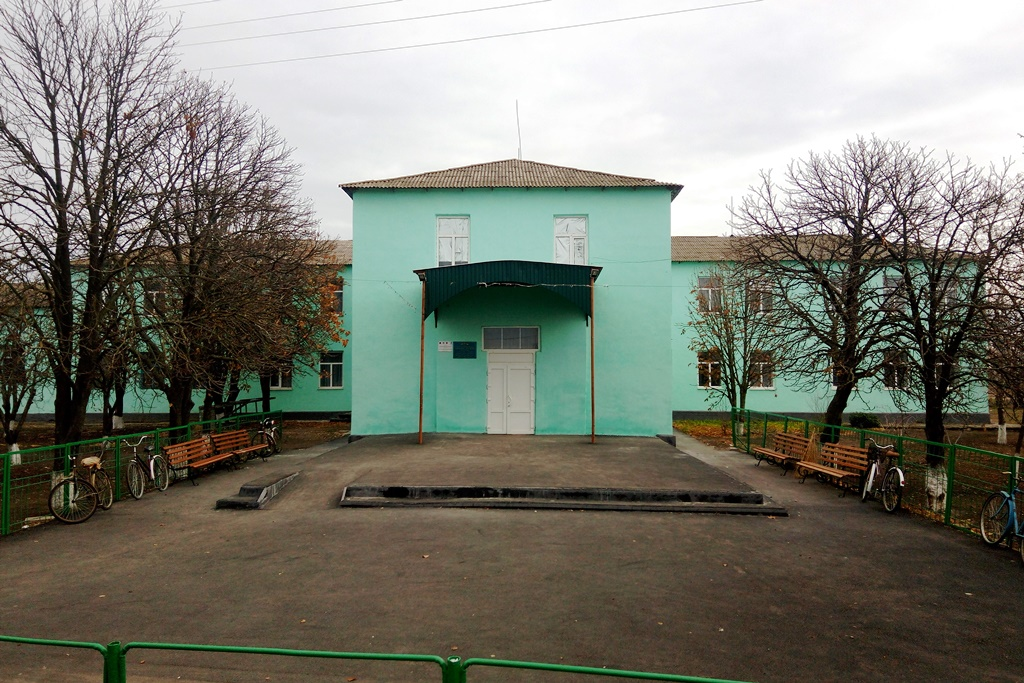
Общеобразовательная сельская школа
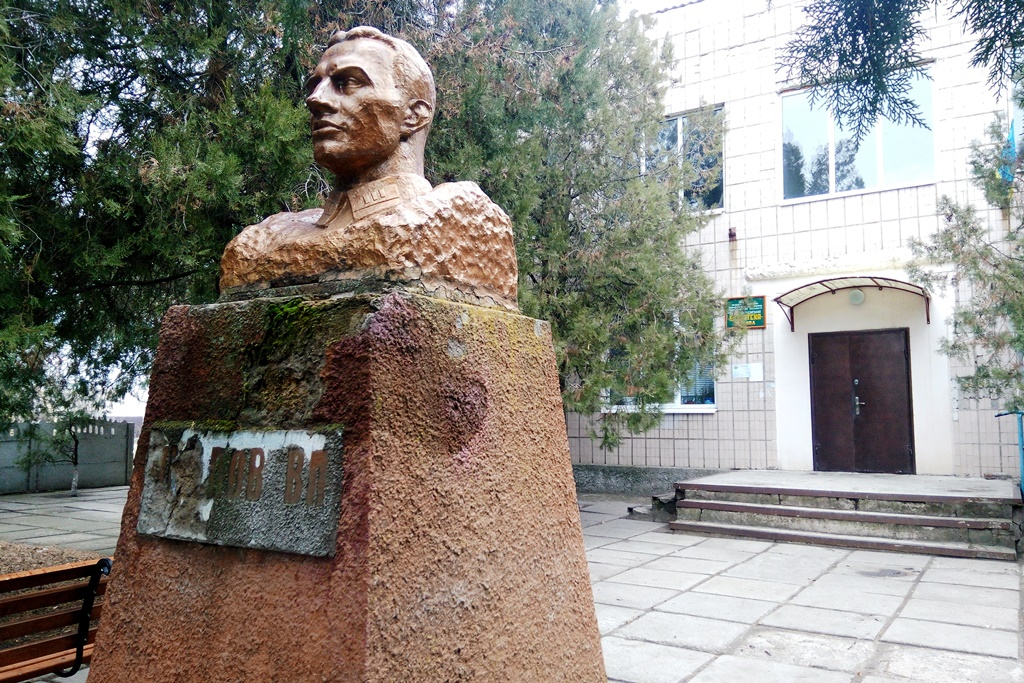
Памятник Валерию Чкалову возле сельсовета
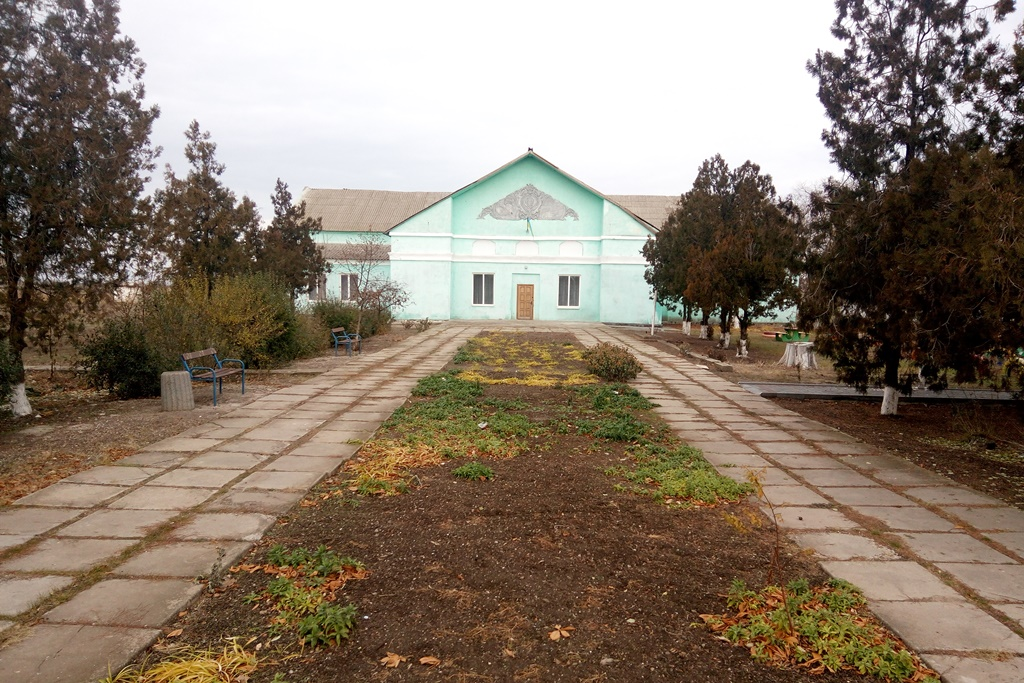
Панорамный вид на дом культуры
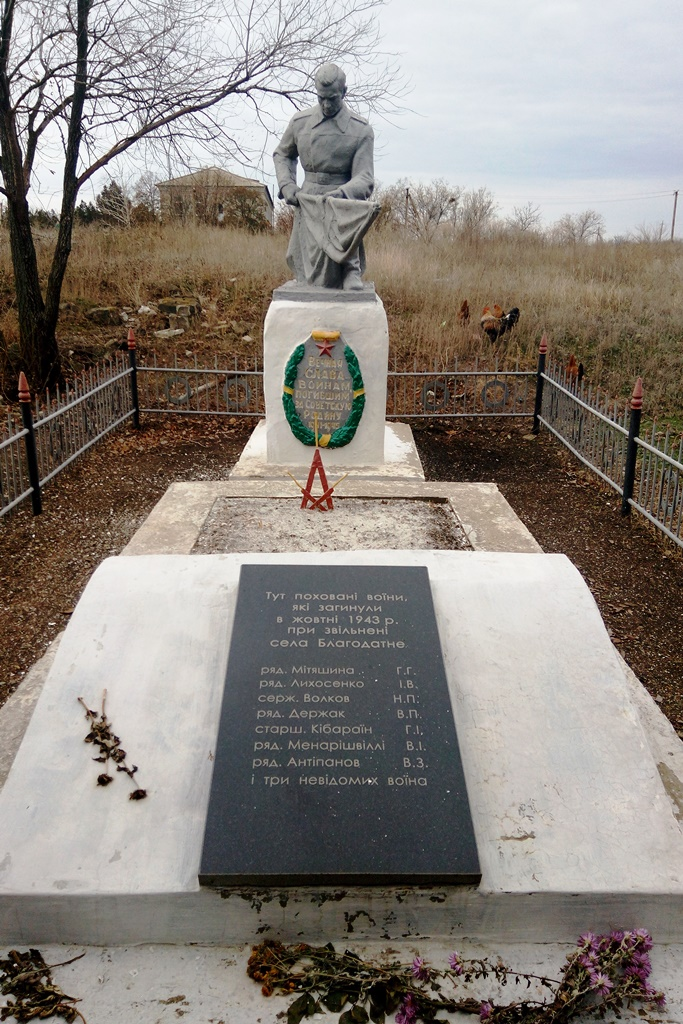
Памятник погибшим воинам Красной Армии в боях за село в годы Второй мировой войны